# Gymnocaesio
Gymnocaesio is een monotypisch geslacht van straalvinnige vissen uit de familie van de Caesionidae, orde baarsachtigen (Perciformes).

## Soort
- Gymnocaesio gymnoptera Bleeker, 1856